# Arquivo Nacional (Brasil)
O Arquivo Nacional é um órgão público brasileiro, subordinado ao Ministério da Gestão e da Inovação em Serviços Públicos, responsável pela gestão, preservação e difusão de documentos da administração pública federal. Foi fundado em 1838 na então capital do Brasil, Rio de Janeiro.

## Missão
De acordo com o Art. 58 do Decreto nº 12.102, de 8 de julho de 2024, o Arquivo Nacional, enquanto órgão central do Sistema de Gestão de Documentos e Arquivos, da administração pública federal, tem por competência:

I - implementar e acompanhar, no âmbito da administração pública federal, a política nacional de arquivos públicos e privados, definida pelo Conselho Nacional de Arquivos – Conarq, nos termos do disposto na Lei nº 8.159, de 8 de janeiro de 1991;
II - preservar os documentos sob sua guarda, e garantir e promover o acesso pleno à informação para os diferentes perfis de usuários, de modo a assegurar os subsídios necessários às decisões governamentais de caráter político-administrativo e a defesa de seus direitos pelos cidadãos;
III - coordenar a implementação de políticas, projetos, programas e ações de gestão de documentos e arquivos na administração pública federal, considerada a variedade dos suportes ou da natureza dos documentos, das informações e dos dados neles contidos;
IV - coordenar, supervisionar e normatizar os procedimentos e as operações técnicas referentes à gestão de documentos e arquivos a serem implementadas nos órgãos e nas entidades da administração pública federal;
V - coordenar, supervisionar e normatizar, na função de autoridade arquivística do Poder Executivo federal, o recolhimento, o processamento técnico, a preservação, a custódia e o acesso ao patrimônio documental da administração pública federal; e
VI - firmar acordos, convênios, parcerias e termos de cooperação com órgãos e entidades públicas e privadas, nacionais e internacionais, em matéria de interesse mútuo, para promover a difusão de informações, estudos, pesquisas e capacitações, em sua área de competência.

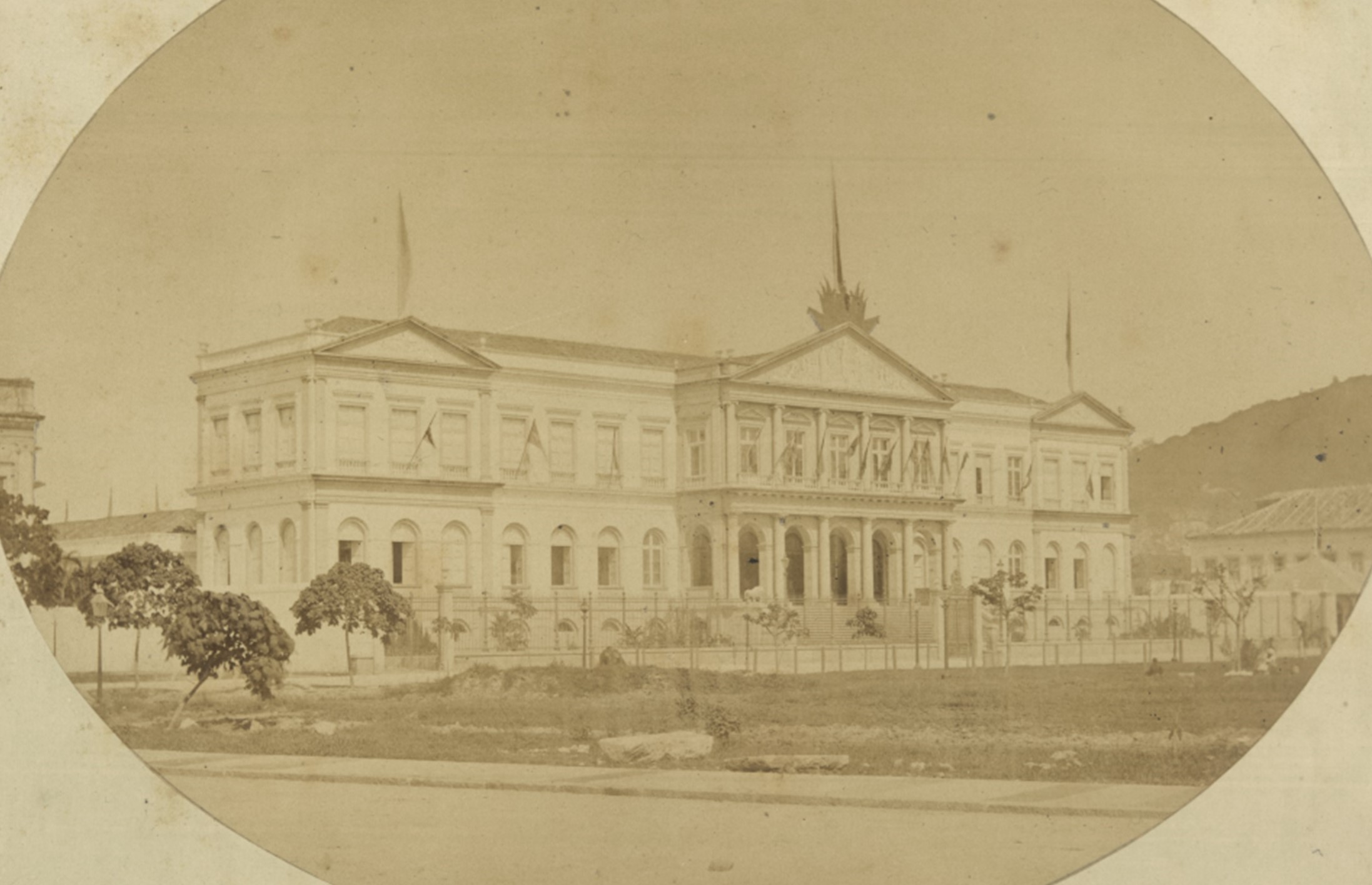
Edifício do Arquivo Nacional no ano de sua inauguração, 1866. O prédio abrigou por mais de um século a Casa da Moeda do Brasil.

O Arquivo Nacional cumpre, assim, uma dupla e essencial função para o Estado e a sociedade brasileira, tanto na gestão dos documentos de arquivo que são produzidos em todos os órgãos federais, quanto na salvaguarda e acesso de acervos de importância fundamental para a história.
O órgão cumpre parte de sua missão institucional oferecendo orientação, assistência técnica e capacitação a servidores de outros órgãos da administração pública federal de todo o Brasil na área de gestão, preservação, processamento técnico, acesso e difusão de documentos, no âmbito do Sistema de Gestão de Documentos de Arquivo.
Por meio de sua área de preservação, atividade que se ocupa da conservação física e digital dos documentos por meio de ações continuadas e de longo prazo de conservação preventiva, restauração e reformatação, o Arquivo Nacional garante a salvaguarda de patrimônio documental fundamental para o Brasil. Essas ações se complementam com o tratamento técnico desse acervo, visando disponibilizá-lo ao público por meio de sistemas de busca e instrumentos de pesquisa. Assim, o Arquivo Nacional disponibiliza milhares de documentos sob a sua guarda acessíveis em qualquer parte do mundo pela internet. Além disso, é possível consultar documentos em caráter presencial em suas duas unidades, no Rio de Janeiro e em Brasília, ou a distância por meio do SIAN.
O Arquivo Nacional dispõe no momento um portal eletrônico, 7 bases de dados e 42 instrumentos de pesquisa que permitem a seus usuários o acesso à informação documental e arquivística, bem como a informações sobre suas atividades e eventos.
O acesso à informação e aos documentos do Arquivo Nacional são potencializados por diversas ações de difusão, como sítios eletrônicos de pesquisa, exposições e publicações. Dentre elas, destacam-se o Arquivo em Cartaz, a Revista Acervo, a Semana Nacional de Arquivos, e o Centro de Referências Memórias Reveladas. Além de possuir grande presença nas redes sociais, aderindo, em 2017, ao projeto GLAM da Wikimedia Commons.

## História

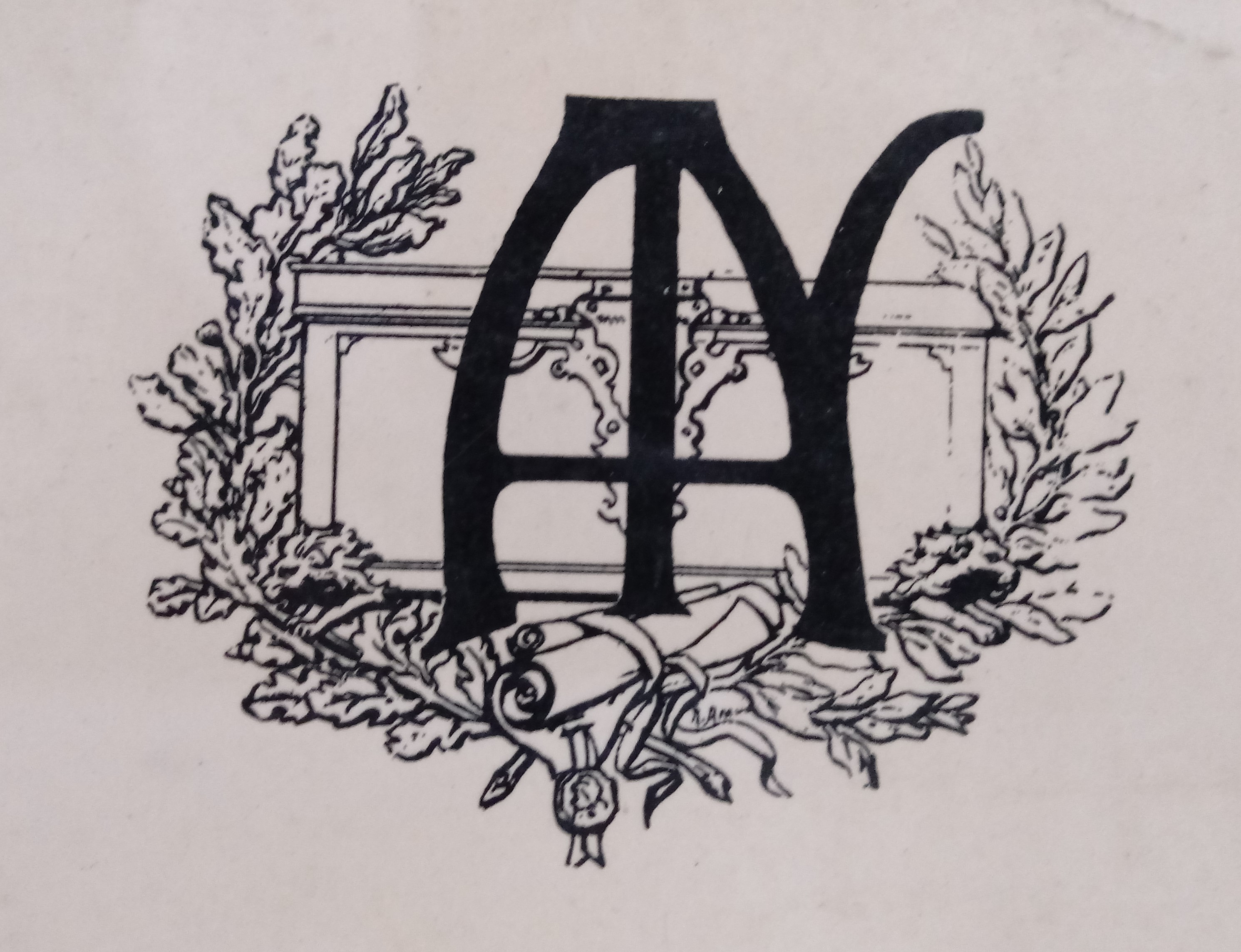
Ex-líbris do Arquivo Nacional em 1972.

### O Arquivo Público do Império

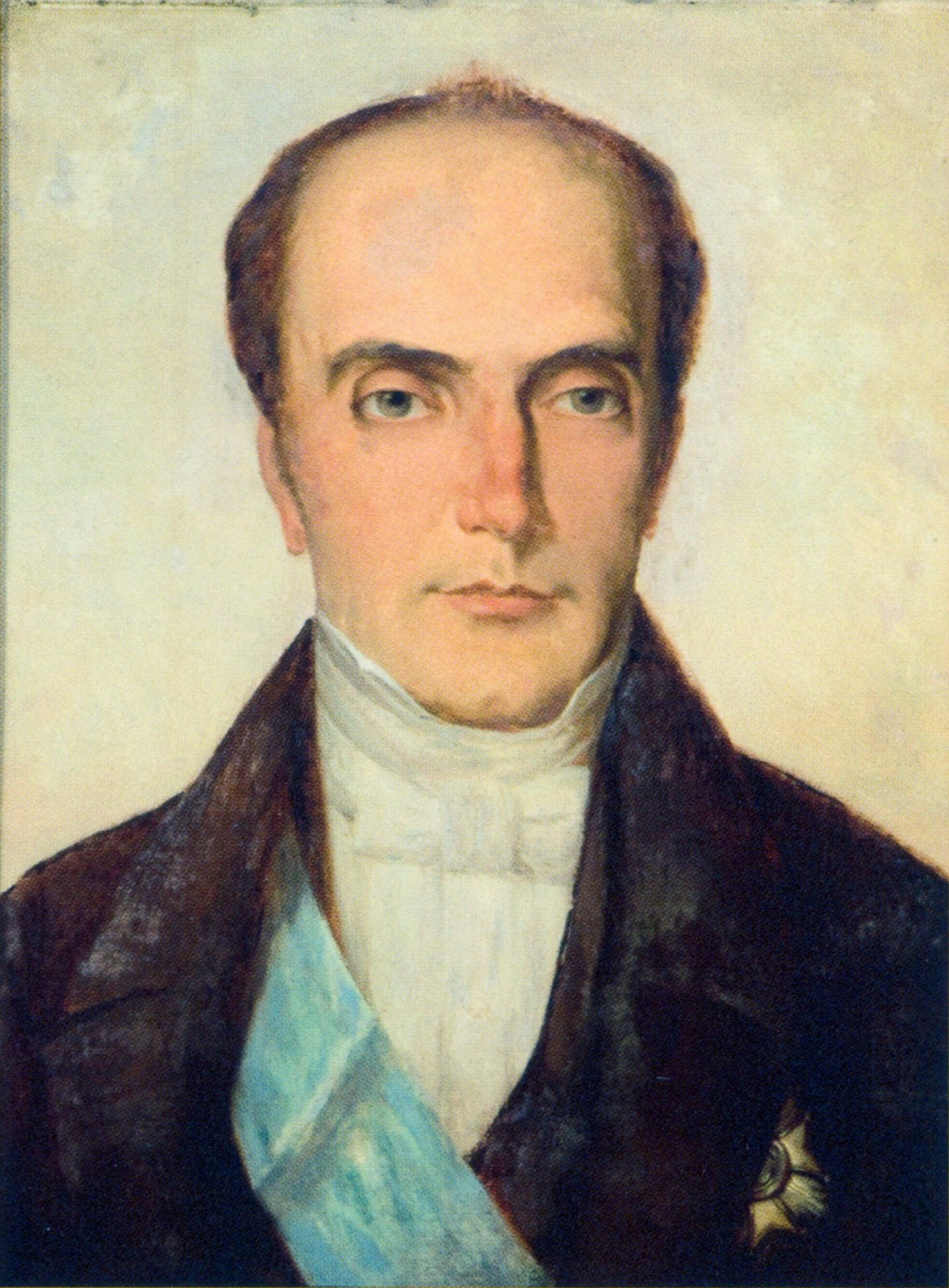
Pedro de Araújo Lima, Marquês de Olinda, o articulador da criação do Arquivo Nacional

O regulamento nº 2, de 2 de janeiro de 1838, criou o Arquivo Público do Império, conforme previsto na Constituição de 1824. Estabelecido, provisoriamente, na Secretaria de Estado dos Negócios do Império. A criação do Arquivo Nacional, juntamente com o Instituto Histórico e Geográfico Brasileiro, que se somavam à Academia Imperial de Belas Artes, integrou o esforço da Regência de Pedro de Araújo Lima, futuro visconde e marquês de Olinda, para a construção de um Estado imperial.
O Arquivo Público do Império tinha por finalidade guardar os documentos públicos e estava organizado em três seções:
- Administrativa: responsável pelos documentos dos poderes Executivo e Moderador;
- Legislativa: incumbida da guarda dos documentos produzidos pelo Poder Legislativo;
- Histórica: documentação histórica e arquivo do Império;

Sua primeira sede situava-se no edifício do Ministério do Império, na Rua da Guarda Velha, atual Treze de Maio. Em 1844, o Arquivo Público do Império passou a ficar na Praça do Comércio, na Rua Direita, hoje Primeiro de Março.
Inicialmente o órgão funcionou como uma repartição anexa à Secretaria de Estado dos Negócios do Império, tornando-se autônomo em 1840. Entretanto, ocupou o prédio da secretaria até 1854, quando foi transferido para o andar superior do Convento de Santo Antônio. Em 1860, o Decreto nº 2.541 reformou a instituição, mantendo a mesma divisão das seções, porém, detalhando um pouco mais as atribuições de cada uma.
A partir da década de 1870, observa-se uma maior estruturação do órgão. Ainda em 1870, o arquivo passou a ocupar o antigo edifício do Recolhimento do Parto dos Terceiros da Ordem do Carmo. Em 1873, o pernambucano Joaquim Pires Machado Portela assumiu a direção e, no ano seguinte, abriu o arquivo a consulta pública. Concebeu um novo regulamento, aprovado pelo Decreto nº 6.164, de 24 de março de 1876, determinando diversas transformações e estabelecendo procedimentos de trabalho mais detalhados.
Com a República, em 1911, o órgão teve ainda sua denominação alterada para Arquivo Público Nacional, como muitas outras instituições que possuíam o termo "Imperial" em seus nomes.

### A reforma de José Honório Rodrigues

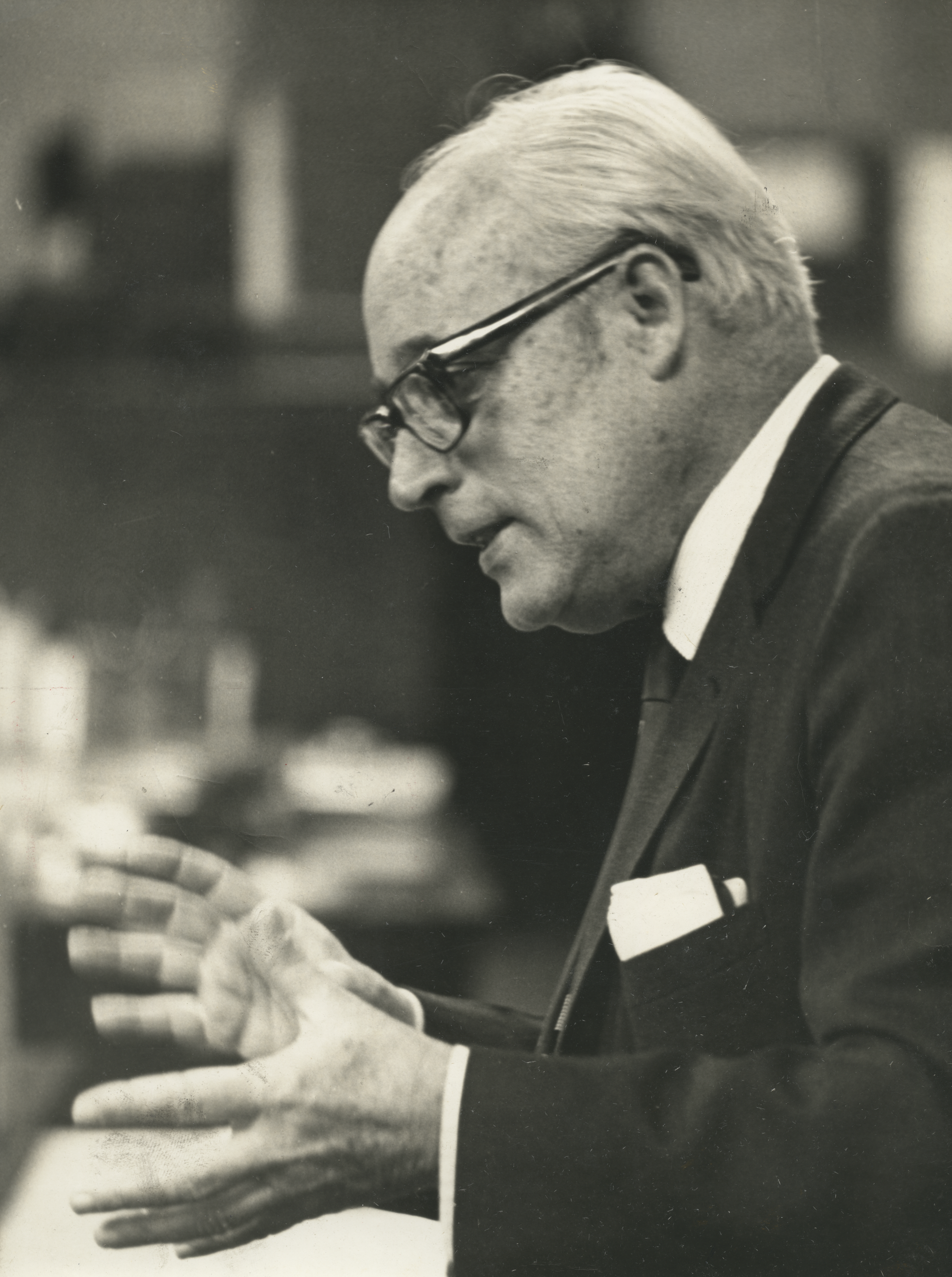
José Honório Rodrigues, Diretor-Geral do Arquivo Nacional

Para José Honório Rodrigues, de 1937 a 1945, o Arquivo Nacional "ficou estagnado, impermeável a iniciativa, como um modelo de instituição arcaica, um fantasma de outros tempos". A fim de mudar essa situação, como diretor do Arquivo Nacional, o mesmo José Honório Rodrigues conseguiu a aprovação de um novo regimento pelo Decreto nº 44.862, de 21 de novembro de 1958, que define o Arquivo como uma repartição nacional, fixa a política de arquivos, estabelece suas atribuições e objetivos, defende e amplia a coleta selecionada em todo território nacional e em todas as fontes de documentação federal.
O decreto estende essa defesa pela preservação do documentário em filmes, discos, fotografias, cria serviços de pesquisa e informação históricas, relacionando-os com os serviços iguais nas Forças Armadas e em outras instituições públicas e privadas". Assim, "com esta proposta de órgão centralizador da normatização dos procedimentos arquivísticos, reafirma-se a ideia do Arquivo enquanto espaço de poder". Durante a gestão de José Honório Rodrigues, pode-se observar ainda o desenvolvimento de diversos cursos voltados para a formação de profissionais capacitados para atuar em arquivos. Tais cursos, em 1977, deram origem ao primeiro curso de graduação de arquivologia, na Universidade Federal do Estado do Rio de Janeiro.[carece de fontes?]

### A modernização institucional dos anos 1980
Com a aprovação em 1975 de um novo regimento deu-se um passo importante, ao ser incorporada, decididamente, a ideia de gestão de documentos, por meio da Divisão de Pré-Arquivo, que no ano seguinte se instala também em Brasília, demonstrando a preocupação do Arquivo com a sua atuação junto à administração pública na capital.
A preservação de documentos do poder público como finalidade do Sistema Nacional de Arquivos foi uma das conquistas do final dos anos de 1970. Tendo o Arquivo Nacional como órgão central, o sistema era composto pelos órgãos da administração federal direta e indireta que exercessem as atividades de arquivo intermediário e permanente.
A partir da sugestão à UNESCO, por parte da diretora-geral do Arquivo Nacional, Celina Vargas do Amaral Peixoto, de um "projeto-piloto de modernização em uma instituição arquivística do tipo tradicional" e para assegurar a transformação radical a ser efetuada, era imprescindível a mudança para uma nova sede, a identificação de todos os documentos conservados no Arquivo Nacional, o recenseamento dos acervos não recolhidos, e o aperfeiçoamento de pessoal. Essas eram as condições requeridas para a elaboração de uma legislação federal e de uma nova estrutura para o Arquivo Nacional. Fruto de convênio entre o Ministério da Justiça e a Fundação Getúlio Vargas, o Projeto de Modernização Institucional Administrativa do Arquivo Nacional, firmado em 1981, a subsequente passagem do Arquivo para órgão autônomo da administração direta na estrutura do Ministério, e a mudança para o edifício anexo à antiga Casa da Moeda, em janeiro de 1985, despertaram o interesse dos organismos internacionais naquela década.

Assim, em 3 de janeiro de 1985, o Arquivo Nacional é transferido para a sua atual sede, ocupando um dos edifícios da antiga Casa da Moeda, construído no século XIX na Praça da República. Após um premiado processo de restauração, em 2004, passa a ocupar a parte histórica desse conjunto arquitetônico. Em Brasília, enquanto não se constrói prédio específico, o Arquivo utiliza desde 1988 parte das instalações da Imprensa Nacional, dispondo de 18 mil metros de prateleiras para guarda de acervo em sua coordenação regional, no momento, a única fora do Rio de Janeiro.

Raul Lima

### Lista de diretores do Arquivo Nacional[16]
- (1840-1857) - Ciro Cândido Martins de Brito
- (1857-1860) - José Tomás de Oliveira Barbosa (interino)
- (1860-1869) - Antonio Pereira Pinto
- (1869-1873) - Joaquim Caetano da Silva
- (1873-1898) - Joaquim Pires Machado Portela
- (1899-1902) - Pedro Veloso Rebelo
- (1902-1910) - Francisco Joaquim Béthencourt da Silva
- (1910-1915) - Alcebíades Estevão Furtado
- (1915-1917) - Frederico Schumann
- (1917-1922) - Luís Gastão d'Escragnolle Dória
- (1922-1938) - João Alcides Bezerra Cavalcanti
- (1938-1958) - Eugênio Vilhena de Morais
- (1958-1964) - José Honório Rodrigues
- (1964-1969) - Pedro Paulo Moniz Barreto de Aragão
- (1969-1980) - Raul do Rego Lima
- (1980-1990) - Celina Vargas do Amaral Peixoto
- (1990-1991) - Tereza Maria Sussekind Rocha (interina)
- (1991-1992) - Maria Alice Barroso
- (1992-2016) - Jaime Antunes da Silva
- (2016-2016) - Maria Izabel de Oliveira (interina)
- (2016-2016) - José Ricardo Marques
- (2016-2016) - Ivan Fernandes Neves (interino)
- (2016-2017) - José Ricardo Marques
- (2017-2017) - Diego Barbosa da Silva (interino)
- (2017-2019) - Carolina Chaves de Azevedo
- (2019-2021) - Neide De Sordi
- (2021-2022) - Ricardo Borda D'Água de Almeida Braga
- (2023-2023) - Leandro Esteves de Freitas (interino)
- (2023-2025) - Ana Flávia Magalhães Pinto
- (2025-) - Mônica Lima e Souza

## Acervo

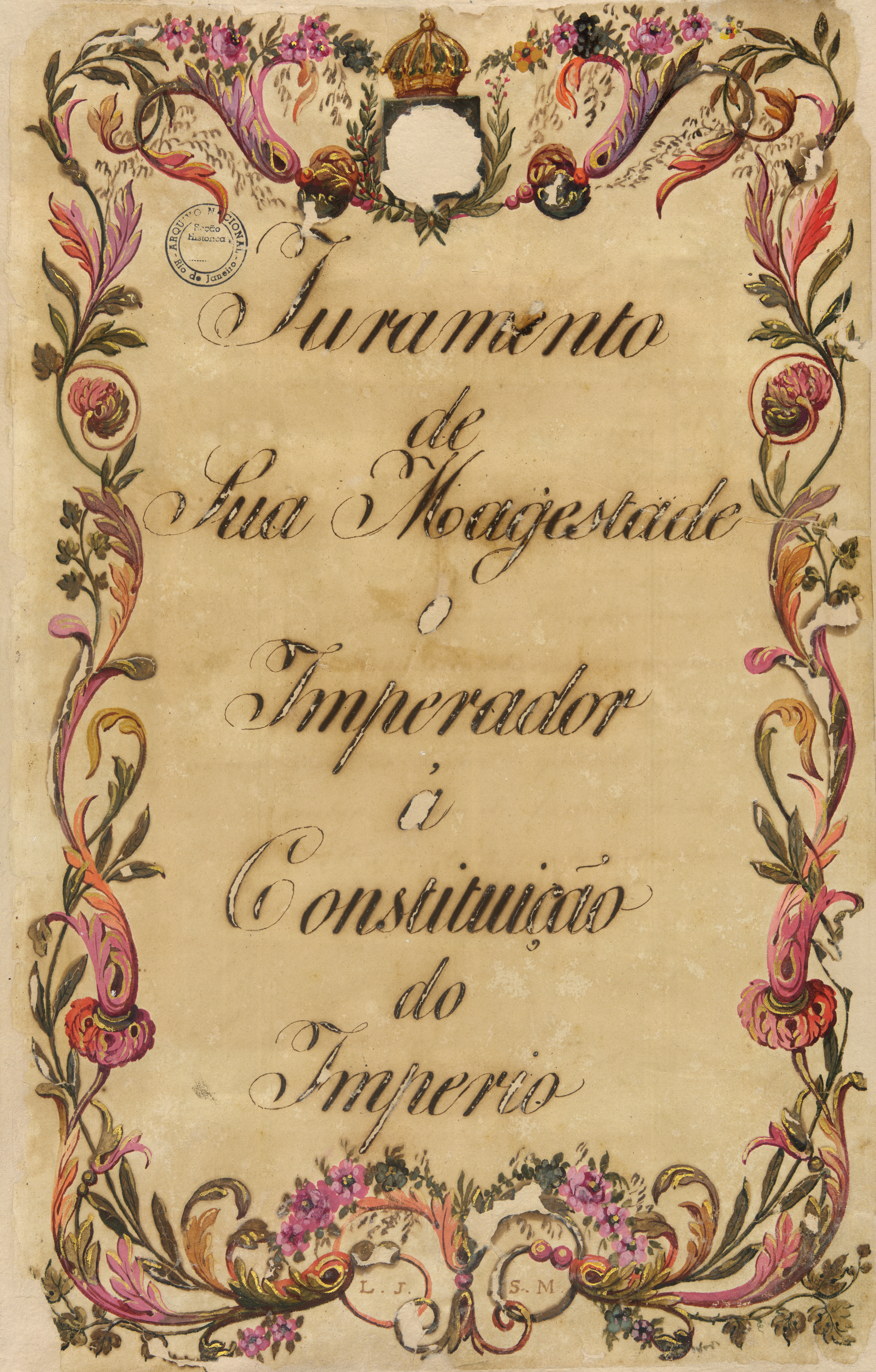
Juramento de Sua Majestade o Imperador D. Pedro I à Constituição do Império (1824)

Em suas duas unidades, no Rio de Janeiro e em Brasília, o Arquivo Nacional guarda cerca de 55 km de documentos textuais; 1,74 milhão de fotografias e negativos, 200 álbuns fotográficos, 15 mil diapositivos, 4 mil caricaturas e charges, 3 mil cartazes, mil cartões postais, 300 desenhos, 300 gravuras e 20 mil ilustrações, além de mapas, filmes e registros sonoros.
A documentação textual, proveniente dos poderes Executivo, Moderador, Judiciário e Legislativo federais, inclui coleções privadas. A correspondência e a legislação originadas em todo o império ultramarino português, os arquivos trazidos com a corte de D. João VI em 1808, entre tantos outros, descrevem o início da sociedade brasileira. Com a ruptura do vínculo colonial, a formação do Estado imperial pode ser conhecida por meio dos documentos gerados pelos ministérios e pelos órgãos judiciários, como a Casa da Suplicação, a Auditoria Geral da Marinha, além dos originais da Constituição de 1824 e da Lei Áurea.
Nos conjuntos produzidos pelo regime republicano, destacam-se registros de entrada de imigrantes, patentes de inventos, livros de registro civil, processos de pretorias cíveis e criminais, avistamentos de OVNIs, projetos de urbanização e obras de saneamento referentes aos primeiros anos do século XX. Além de exemplares das constituições, a partir de 1891, processos do Tribunal de Segurança Nacional, Supremo Tribunal Militar e o Supremo Tribunal Federal, relatórios dos órgãos de censura, documentos de órgãos e entidades, como o Serviço Nacional de Informações, que compunham o aparato de repressão às lutas políticas e de diversas outras instituições governamentais refletem à formação do Brasil contemporâneo e a aspectos relevantes da história recente do país.
Além dos documentos provenientes dos órgãos de informação e contrainformação do regime militar, são fundamentais os arquivos particulares e de entidades privadas, entre eles os de Eusébio de Queirós, de Duque de Caxias, de Bertha Lutz, de Luís Carlos Prestes, de Salgado Filho, de San Tiago Dantas, de Góis Monteiro, de Apolônio de Carvalho, de Mário Lago, de Zélia Magalhães, de Beatriz Nascimento, dos presidentes da República Floriano Peixoto, Prudente de Moraes, Afonso Pena, João Goulart, da Academia Brasileira de Letras, da Federação Brasileira pelo Progresso Feminino, do Instituto de Pesquisa e Estudos Sociais e da Associação dos Arquivistas Brasileiros.
Composta por mapas, plantas e cartas náuticas, a documentação cartográfica reúne mais de 44 mil títulos sobre as características geográficas de diversas regiões do mundo e do território brasileiro do século XVII ao século XX. Referentes ao Brasil, destacam-se os projetos de urbanismo e infraestrutura, como os dos edifícios da Avenida Central, Atual Avenida Rio Branco, no Rio de Janeiro, além de ferrovias, linhas telegráficas, portos, açudes, canalização de rios e sistemas de abastecimento de água.
A documentação iconográfica tem seu marco inicial na década de 1860, coincidindo com a expansão da fotografia. Do universo de imagens produzidas por importantes fotógrafos brasileiros e estrangeiros que atuaram no Brasil e no exterior, sobressaem os arquivos da Agência Nacional (1930-1979), do jornal Correio da Manhã (1901-1974) e da família Ferrez (1839-2000), bem como registros privados da Coleção de Fotografias Avulsas.
O acervo sonoro abrange o período de 1902 a 1990 e é composto por mais de 11 mil itens, entre discos e fitas de áudio dos fundos Agência Nacional, Presidência da República, Rádio Mayrink Veiga, Humberto Franceschi, Rádio Jornal do Brasil, Casa Edison e Serviço de Censura de Diversões Públicas, além de coleções de música erudita e popular.
O conjunto de imagens em movimento possui expressivos registros da história e da cultura brasileira. São 33 mil títulos, perfazendo um total de 124 mil rolos de película cinematográfica e 4 mil fitas magnéticas. Fazem parte desse acervo cinejornais, documentários, obras de ficção, filmes publicitários, familiares e recortes de filmes que foram alvo da censura, oriundos da Agência Nacional, da Divisão de Censura de Diversões Públicas, da TV Tupi e da Comissão Nacional de Energia Nuclear, entre outros fundos e coleções.

### Documentos nominados Memória do Mundo
O Arquivo Nacional, além de apoiar o funcionamento do Comitê Nacional do Brasil, vinculado ao Ministério da Cultura, possui alguns documentos nominados no Programa Memória do Mundo, da UNESCO.

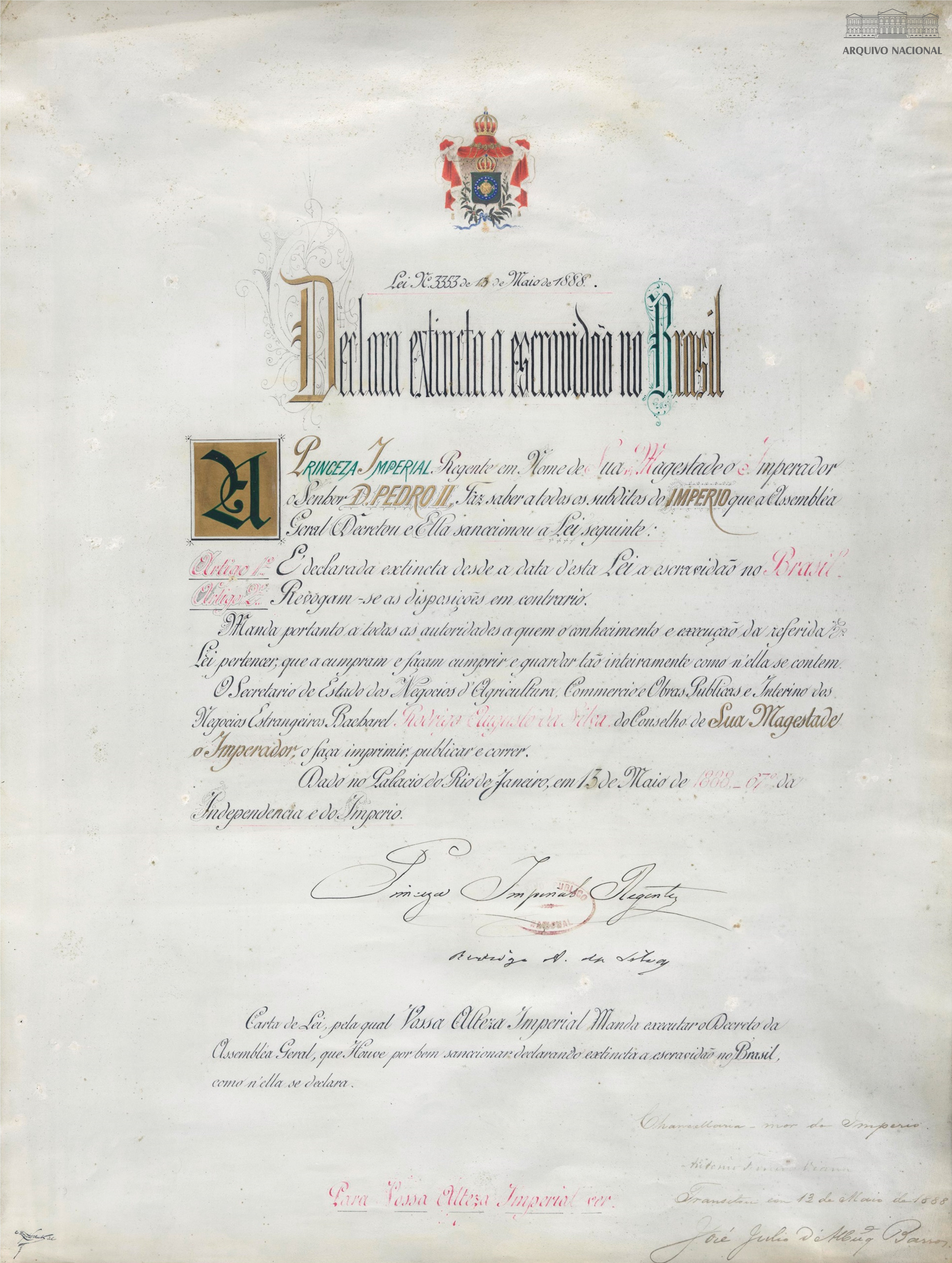
Lei Áurea, 1888

#### Registro Nacional
- Autos da Devassa, 2007[19]
- Lei Áurea, 2008[20]
- Relações de vapores, 2009[21]
- Agência Nacional: a informação a serviço do Estado, 2010[22]
- Fundo Francisco Bhering, 2011[23]
- Correspondência Original dos Governadores do Pará com a Corte, 2017[24]
- Fundo Assessoria de Segurança e Informações da Fundação Nacional dos Povos Indígenas, 2018[25]

#### Registro Regional
- Fundos da Rede de Informações e Contra-informação, 2011[26]
- A Guerra da Tríplice Aliança: representações iconográficas e cartográficas, 2013[27]

#### Registro Internacional
- Fundos da Rede de Informações e Contra-informação, 2011[28]
- A Guerra da Tríplice Aliança: representações iconográficas e cartográficas, 2015[29]
- Antonio Carlos Gomes: compositor de dois mundos, 2017[30]
- Fundo Federação Brasileira pelo Progresso Feminino como parte do legado Bertha Lutz, 2023[31]

## Bibliotecas

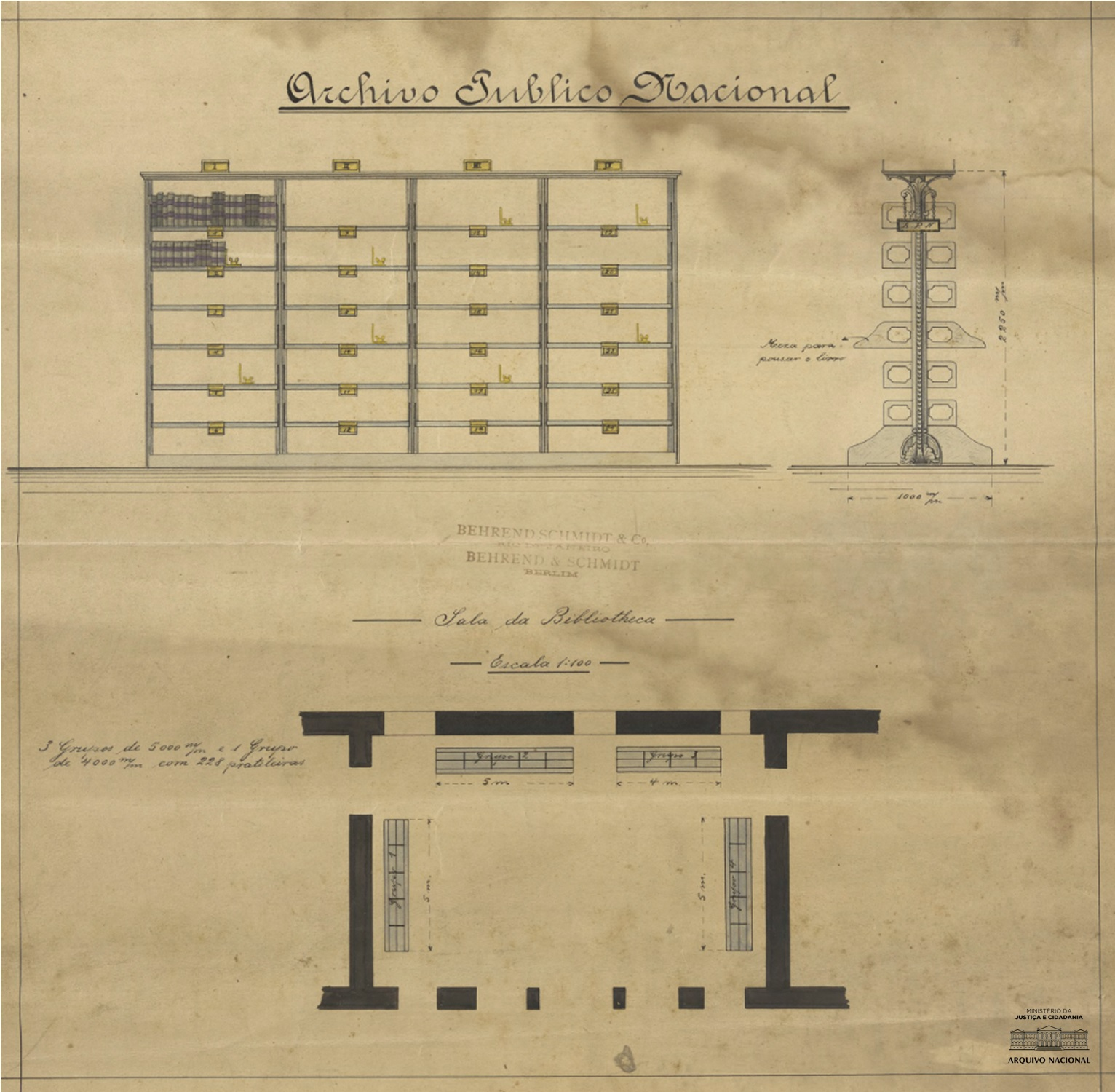
Projeto da sala da Biblioteca do Arquivo Público Nacional, Rio de Janeiro, s.d.

O Arquivo Nacional possui duas bibliotecas de referência, sobretudo para as áreas de história do Brasil e arquivologia. A biblioteca da sede da instituição, no Rio de Janeiro, denominada Biblioteca Maria Beatriz Nascimento, foi criada em 1876 por meio do Decreto n.º 6.164, de 24 de março de 1876. A biblioteca da unidade regional, em Brasília, foi constituída em 2016. Juntas, reúnem cerca de 111 mil exemplares de livros, folhetos, periódicos, teses, dissertações, CDs e DVDs, em mais de vinte idiomas diferentes, sendo 23 mil volumes de obras raras. A unidade do Rio de Janeiro, é considerada a maior biblioteca brasileira para a área de Arquivologia, especialmente depois do recebimento do acervo bibliográfico da extinta Associação dos Arquivistas Brasileiros em 2015.

## Sede

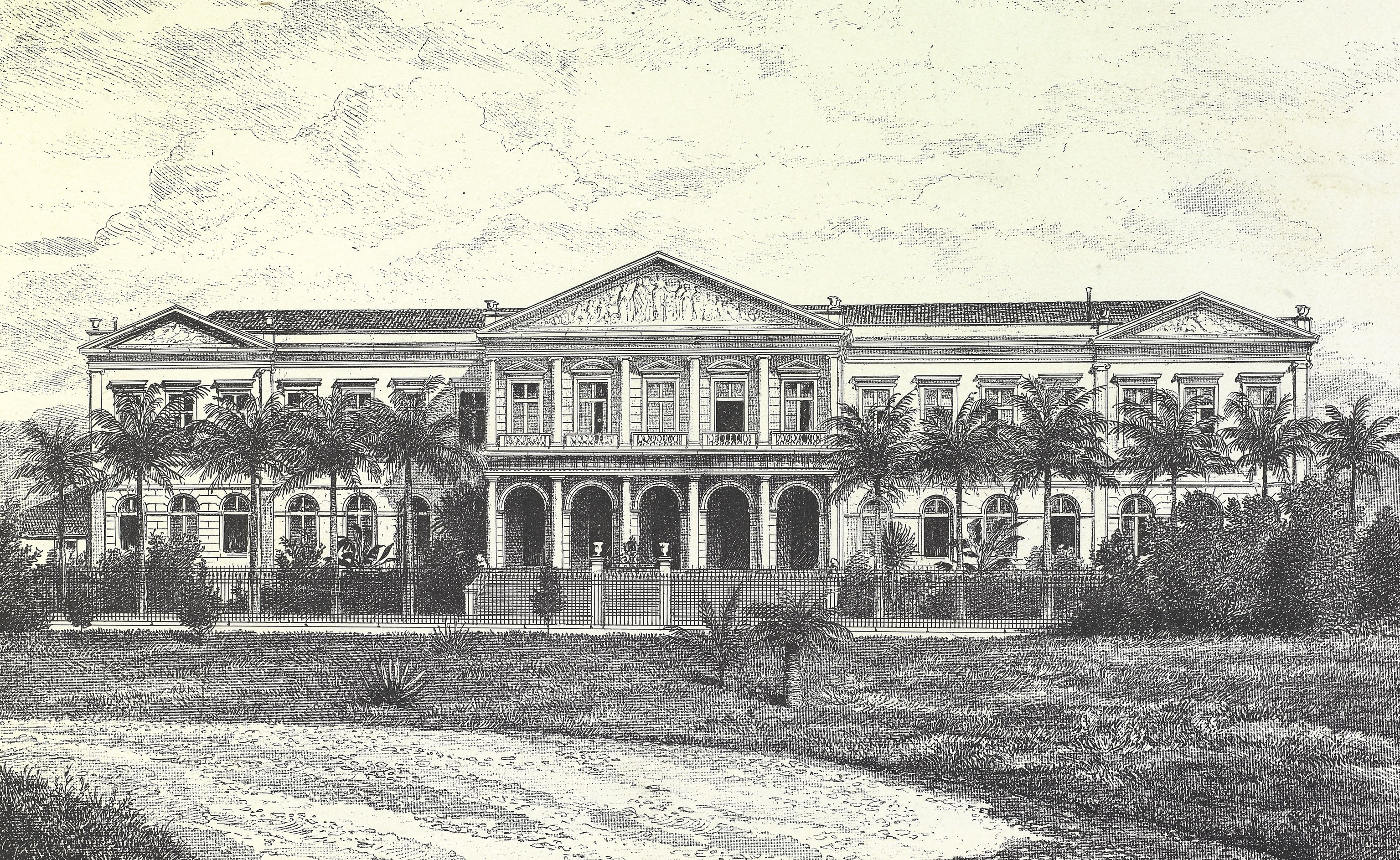
Fachada do prédio onde hoje funciona o Arquivo Nacional do Brasil (1899)

A atual sede do Arquivo Nacional é o antigo prédio em estilo neoclássico da Casa da Moeda, no centro da cidade do Rio de Janeiro, construído em 1860 e um dos primeiros bens tombados pelo Instituto do Patrimônio Histórico e Artístico Nacional, em 1938. Localizado na Praça da República, o imóvel fica ao lado da Rádio MEC e da Faculdade de Direito da UFRJ, próximo à Central do Brasil. Além da sede no Rio de Janeiro, o Arquivo Nacional possui, desde 1988, uma unidade na capital federal, Brasília, localizada atualmente no Setor de Indústrias Gráficas, ao lado da Imprensa Nacional.

## Galeria de documentos no Arquivo Nacional

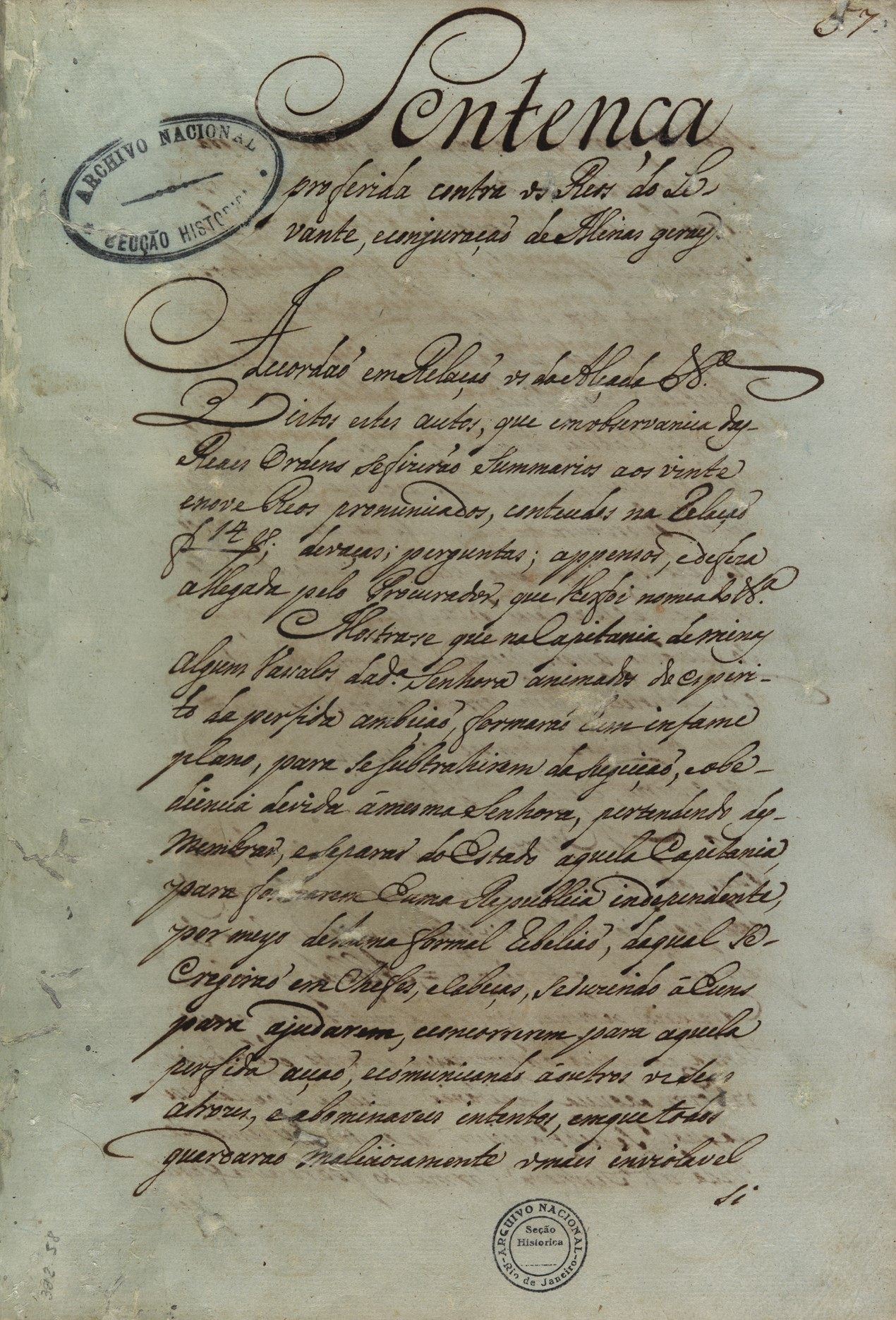
Sentença proferida contra os líderes da Conjuração Mineira, 1792.
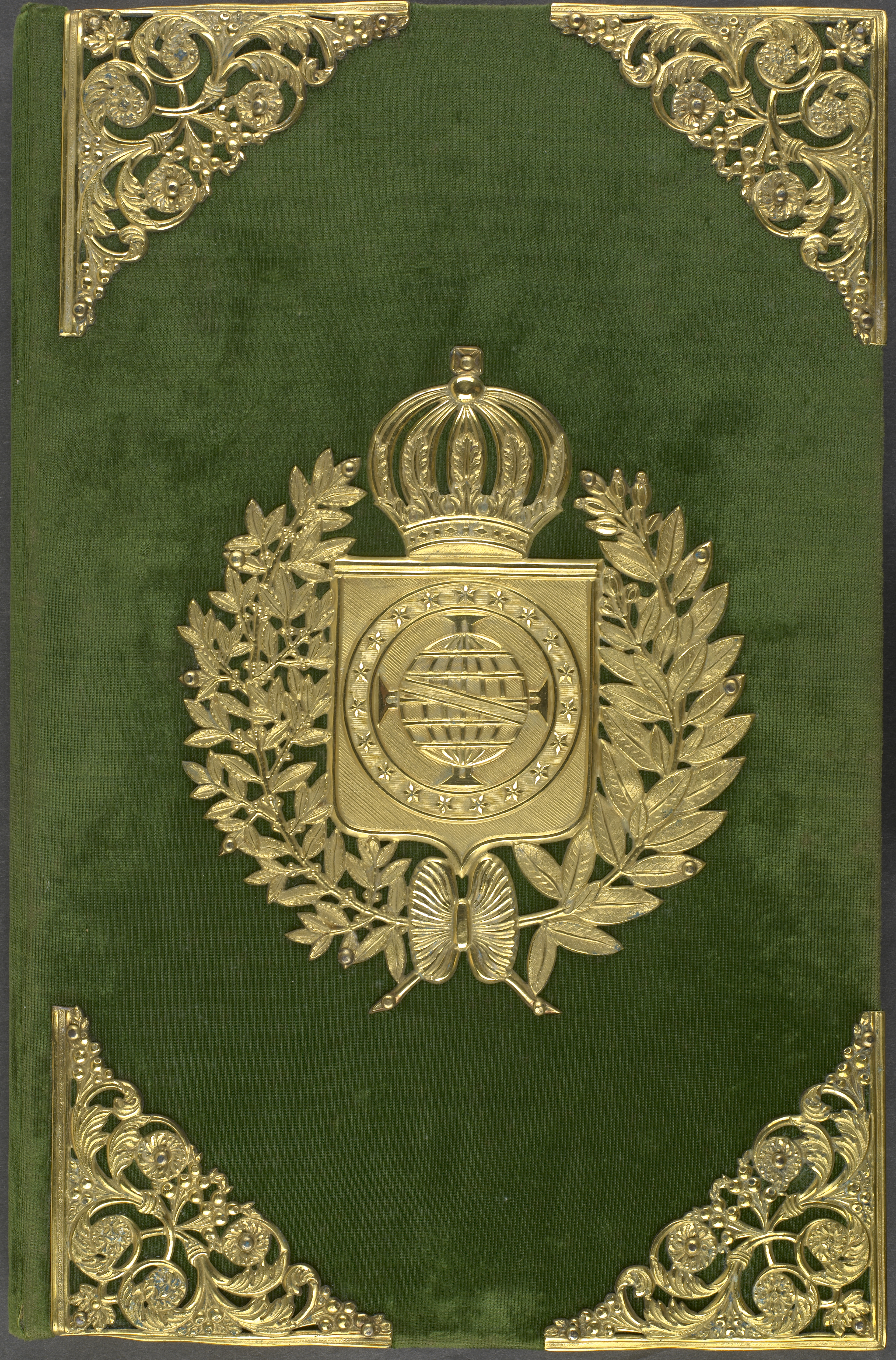
Constituição do Império do Brasil, 1824.
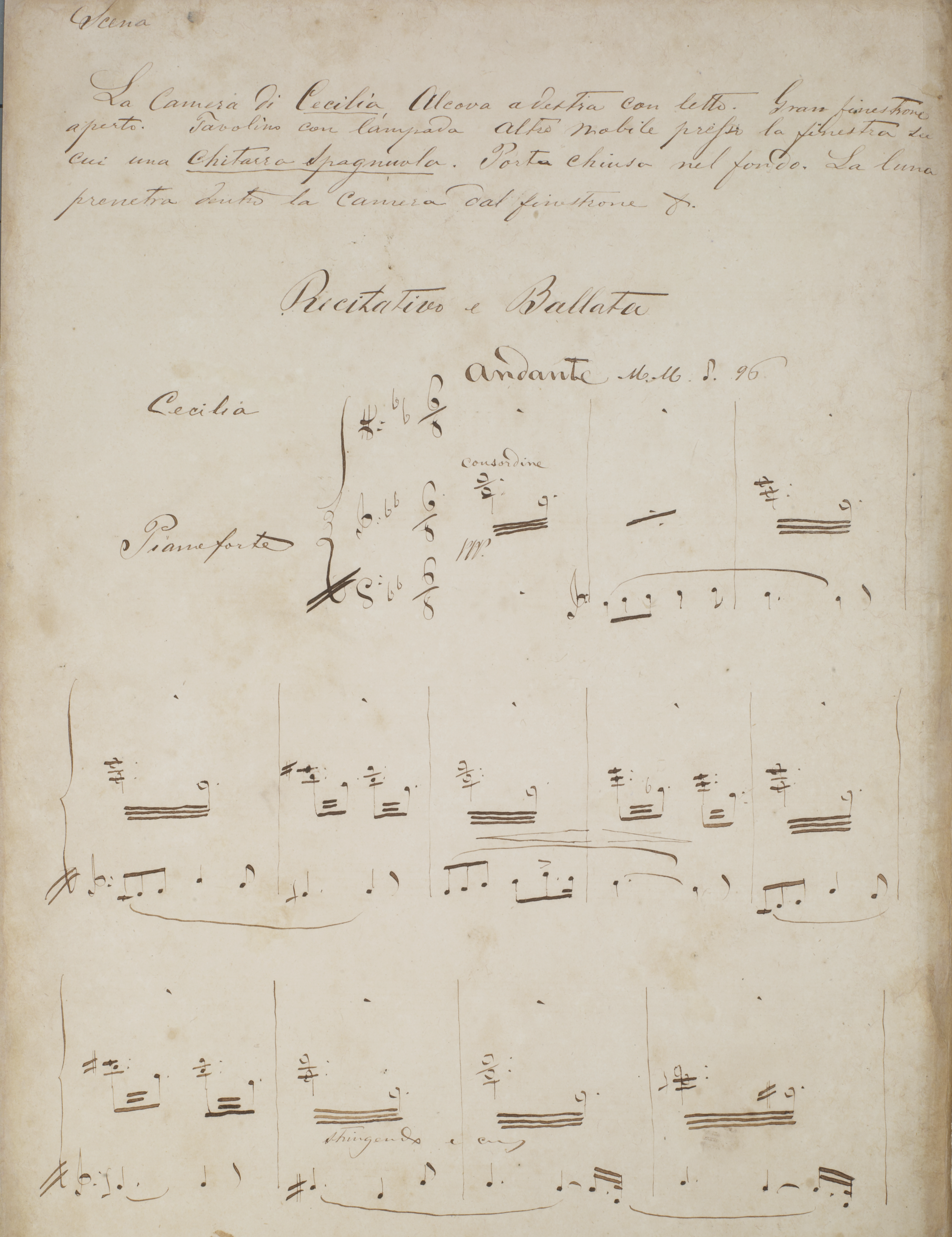
Parte da Ópera O Guarani, de Carlos Gomes, 1866.
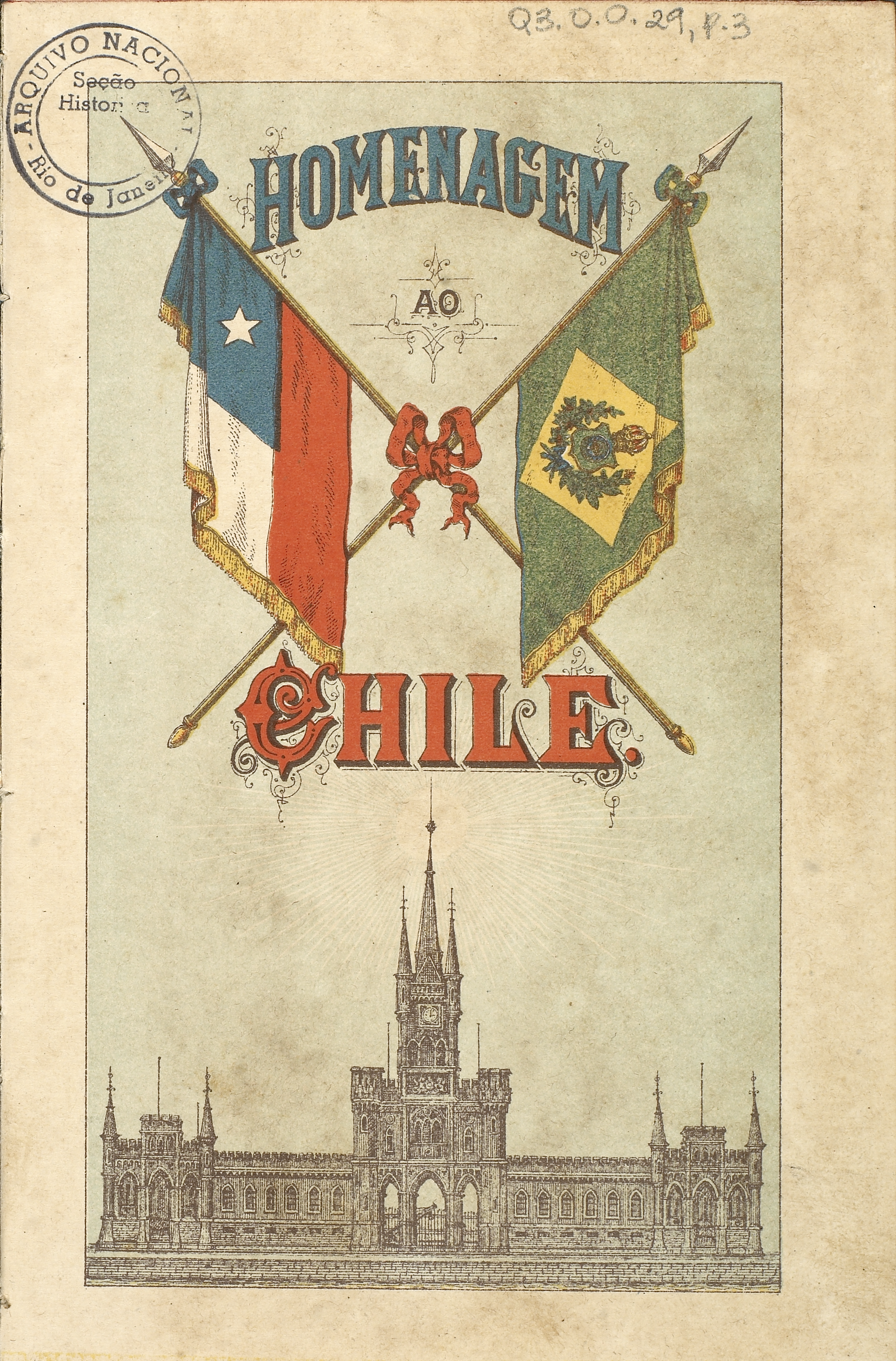
Capa do cardápio do último Baile da Ilha Fiscal, 1889.
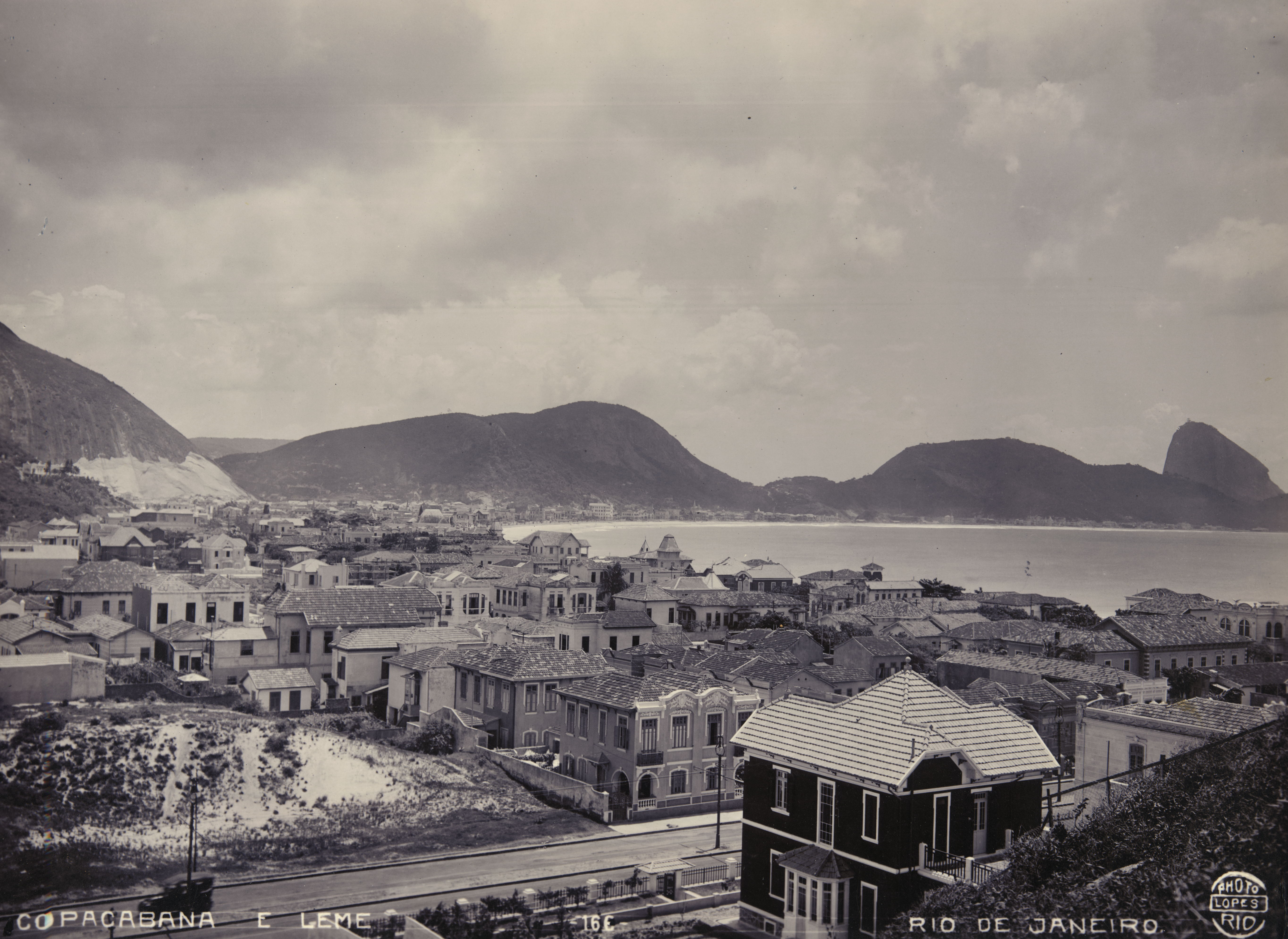
Bairros de Copacabana e Leme, Rio de Janeiro, no início do século XX.
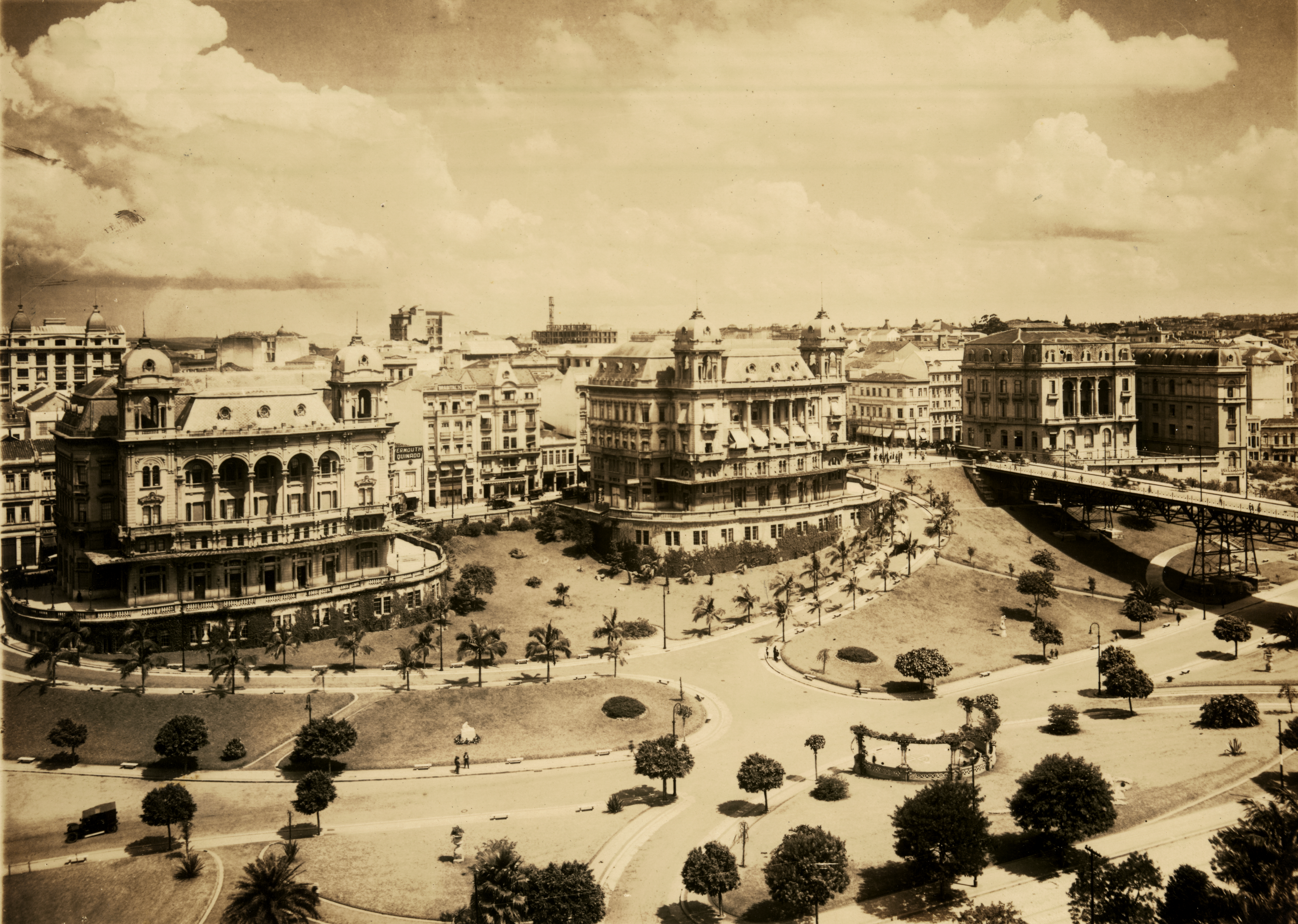
Vale do Anhangabaú, São Paulo, no início do século XX.
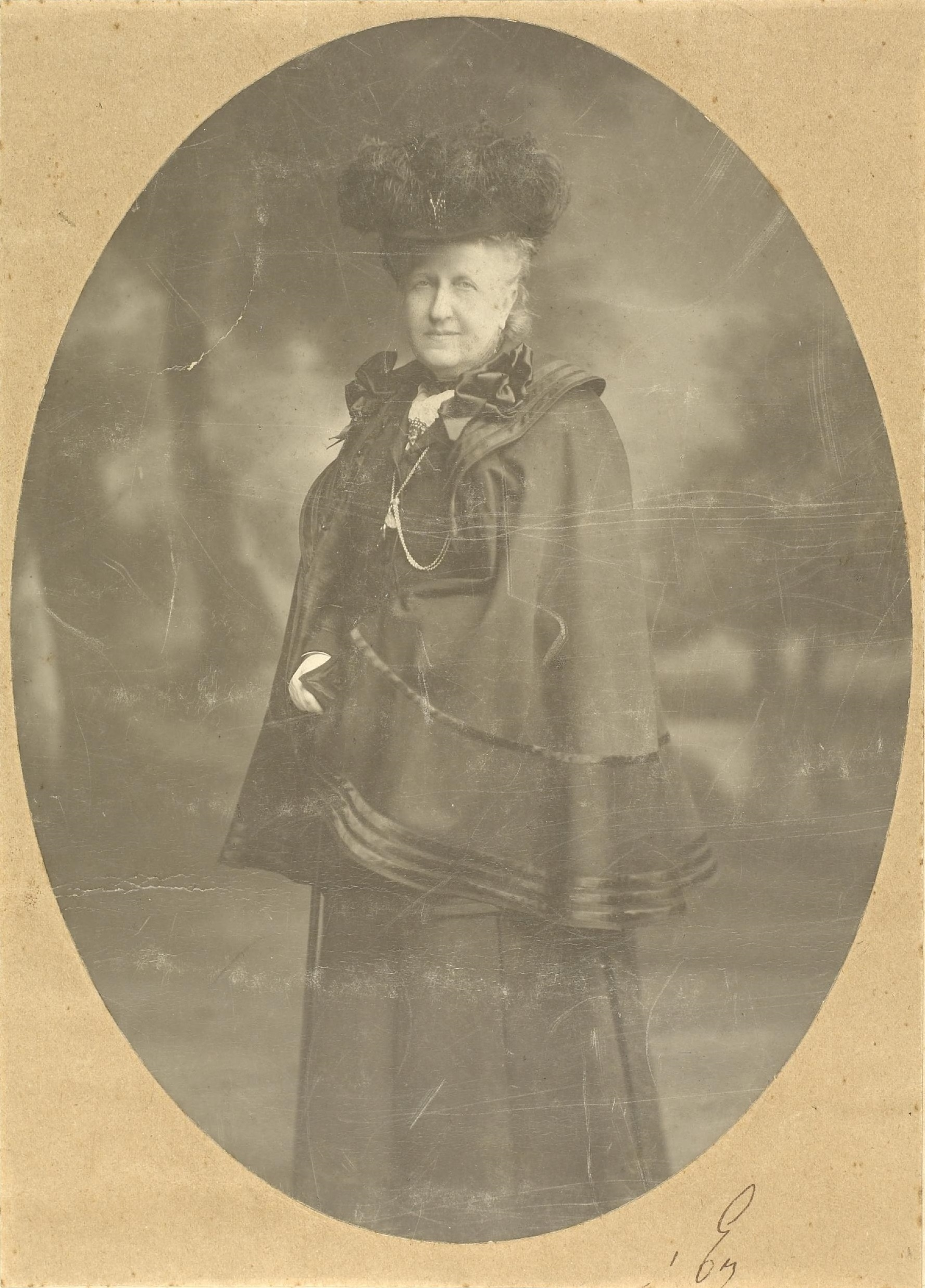
Princesa Isabel, 1906.
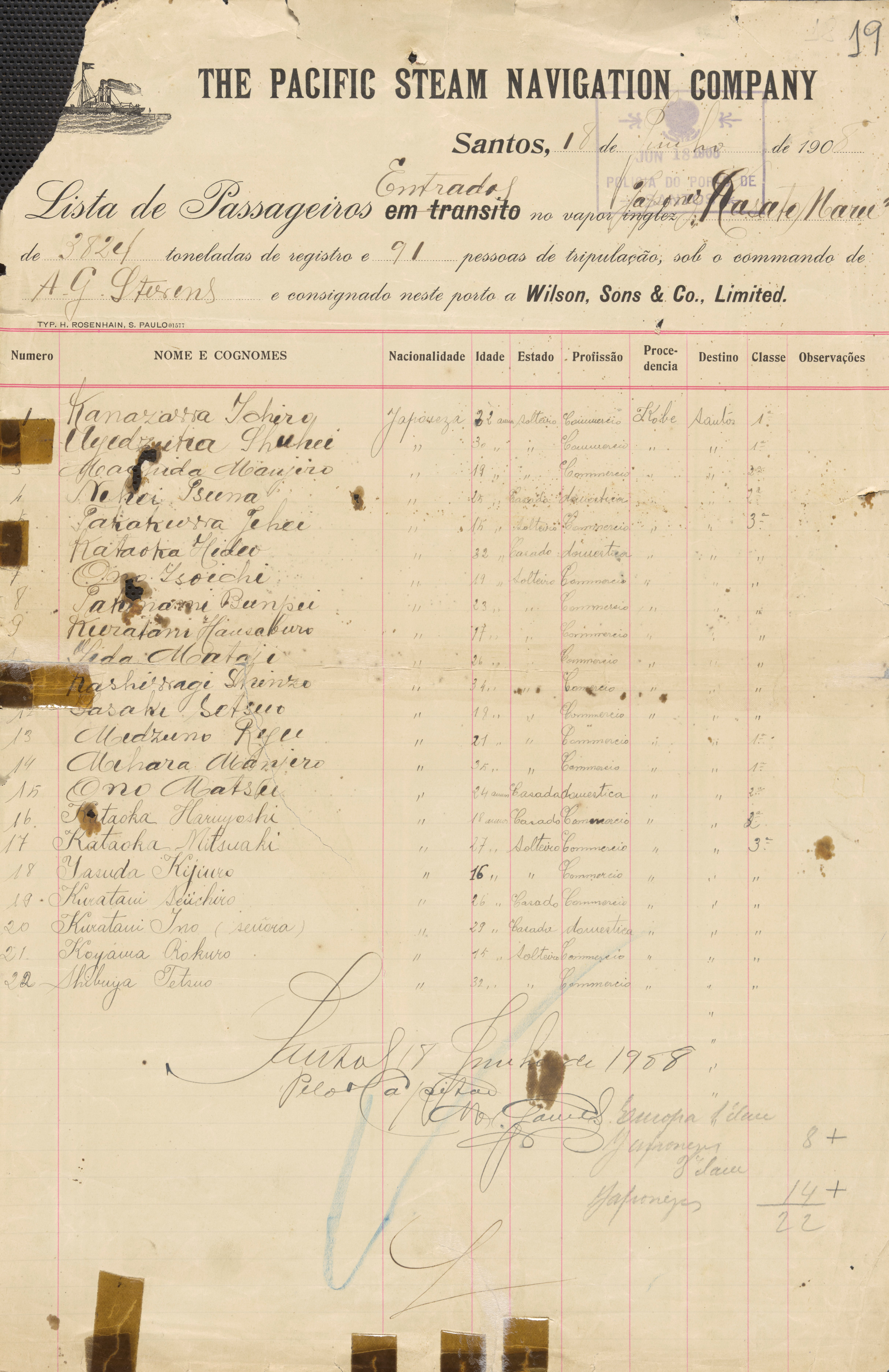
Lista de Passageiros do Kasato Maru, 1908.
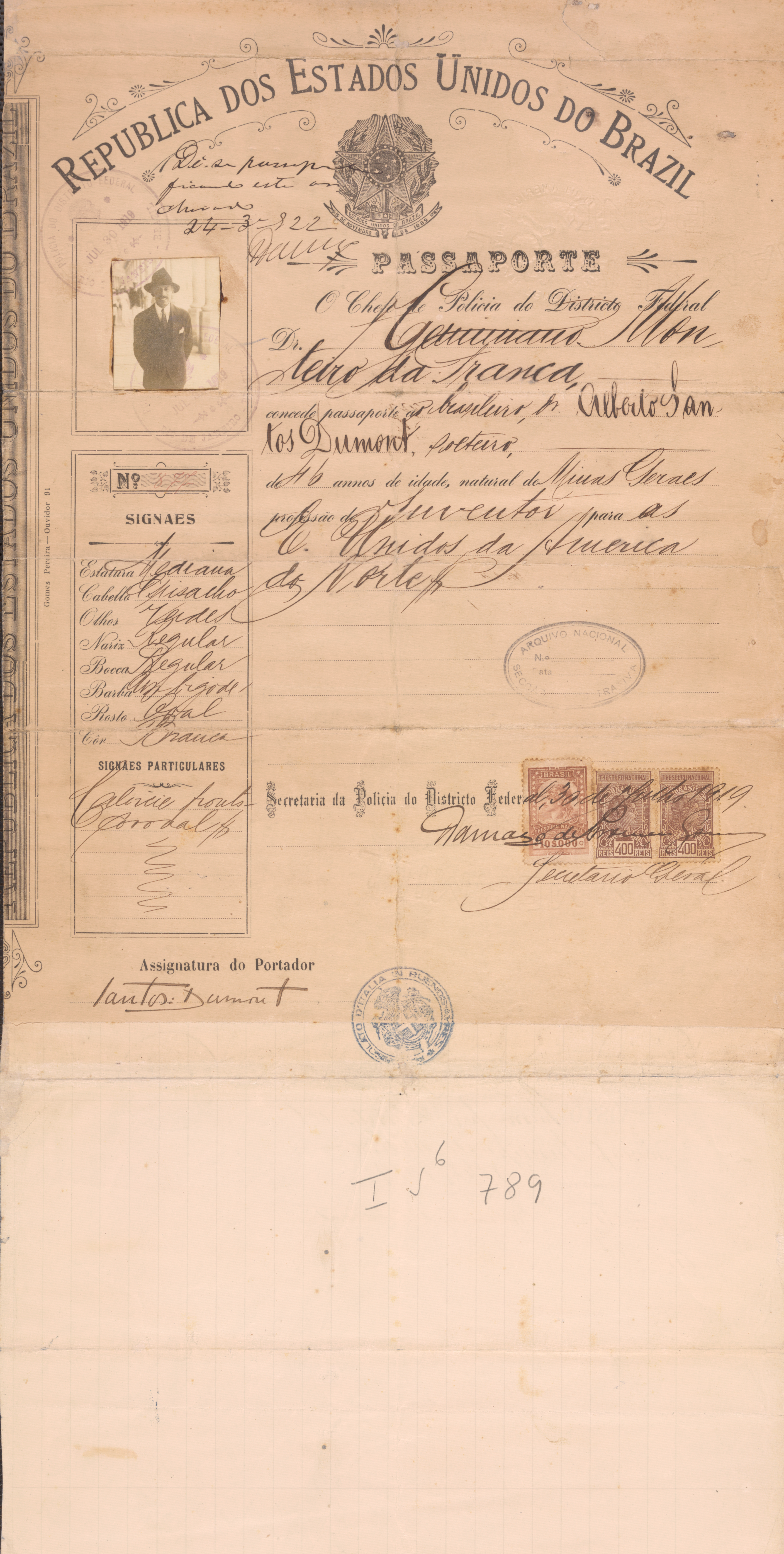
Passaporte de Santos Dumont, 1919.
Presidente Artur Bernardes e ministros de Estado, 1922.
Planta do 1° pavimento do Palácio Monroe, 1924.
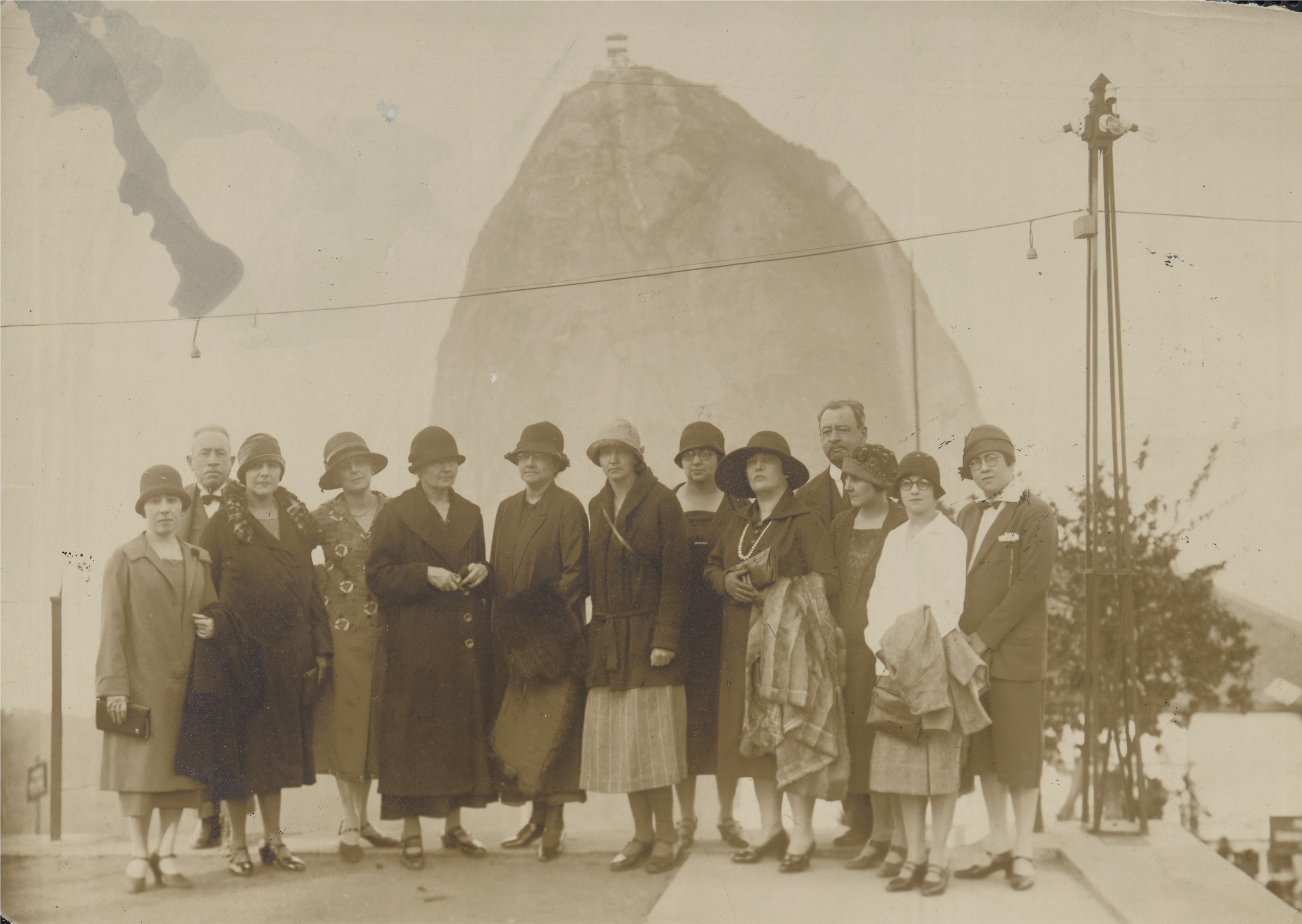
Marie Curie e integrantes da Federação Brasileira para o Progresso Feminino, 1926.
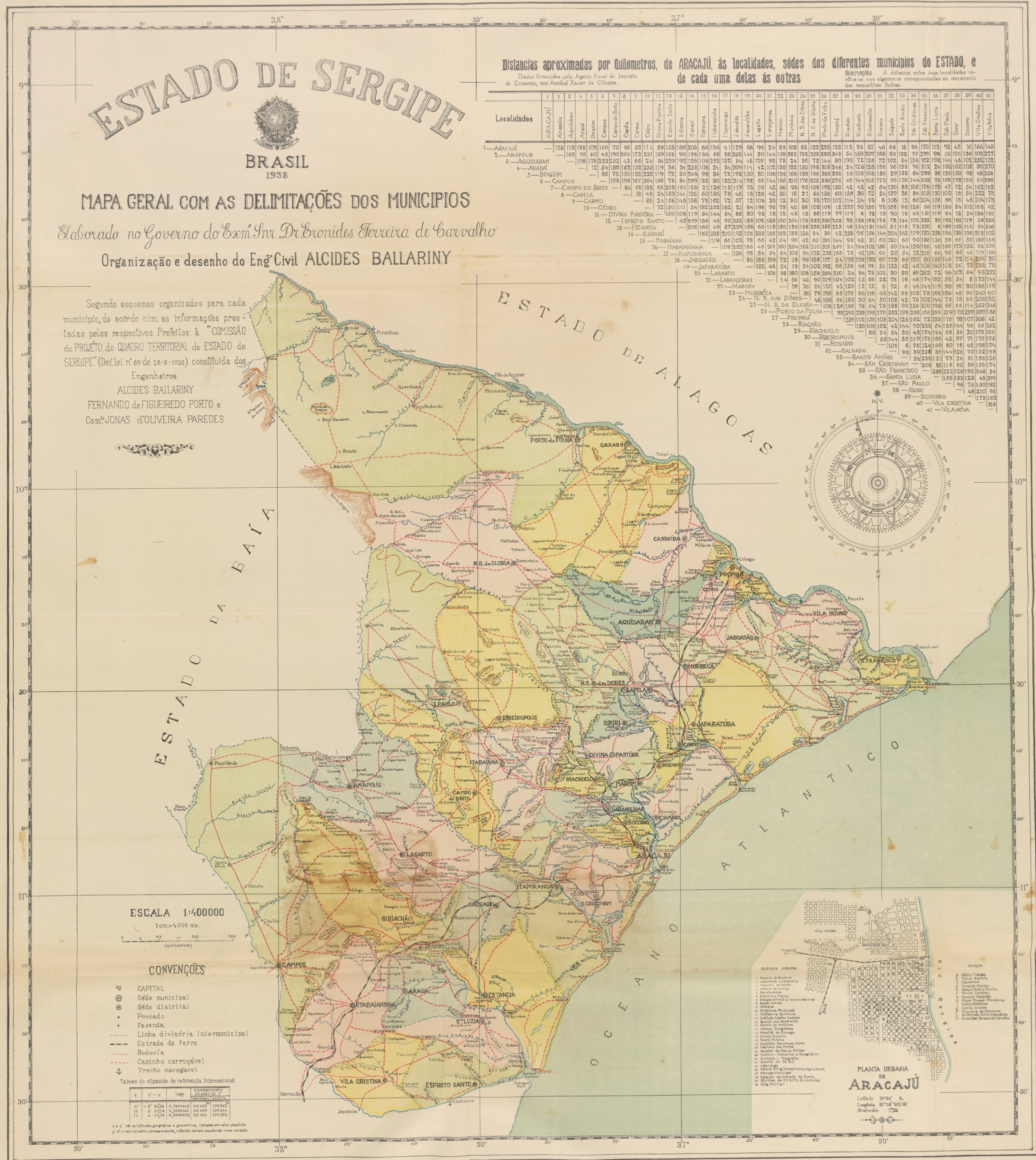
Mapa político do Estado de Sergipe, 1937.
Jogo no Estádio do Maracanã, antes da Copa do Mundo de 1950.
Chacrinha, 1961.
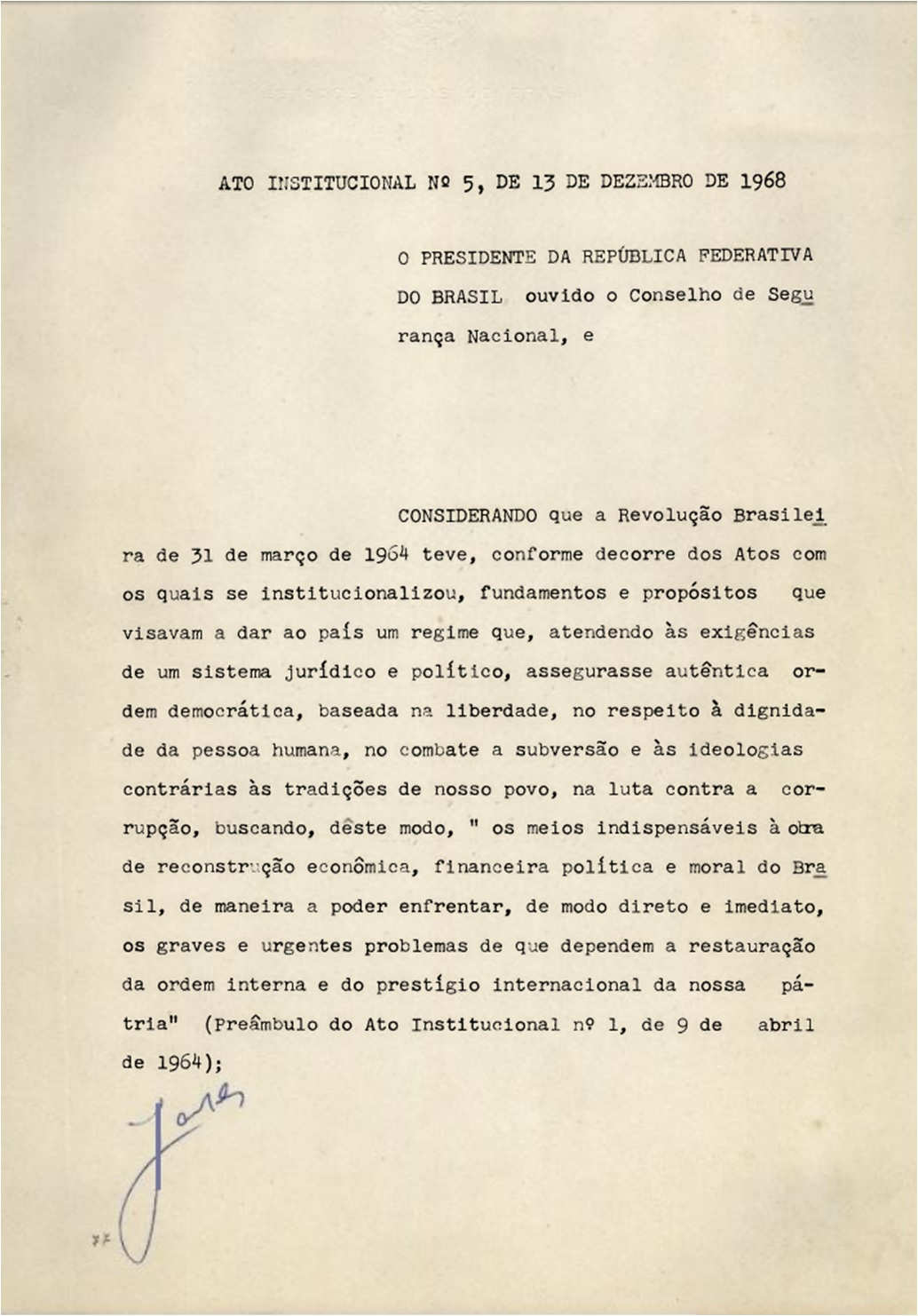
AI-5, 1968.
Tom Jobim e Chico Buarque no Festival Internacional da Canção (FIC), 1968.
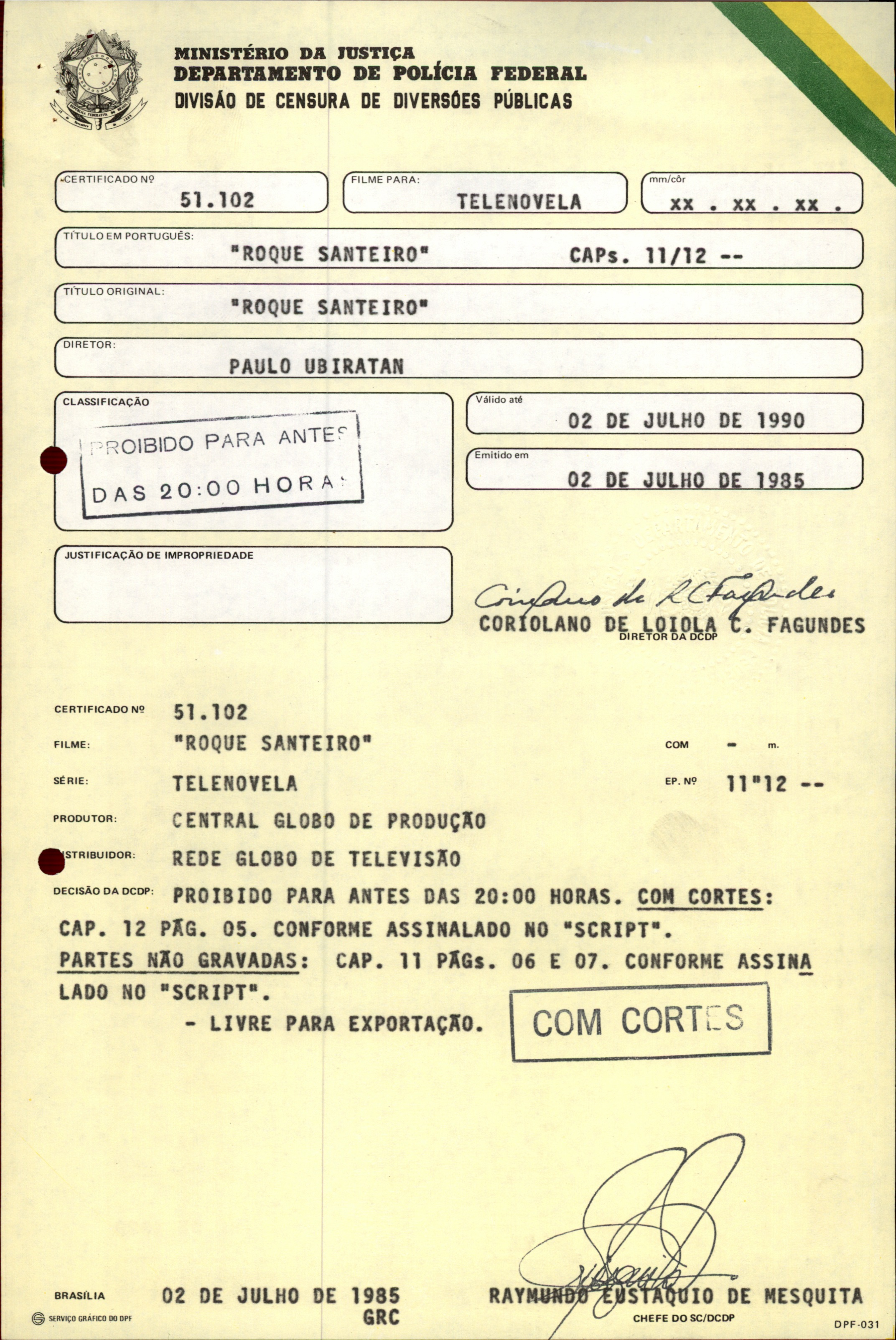
Censura do romance Roque Santeiro, 1985.